# コントログエッラ
コントログエッラ（イタリア語: Controguerra）は、イタリア共和国アブルッツォ州テーラモ県にある、人口約2,400人の基礎自治体（コムーネ）。

## 地理

### 位置・広がり

#### 隣接コムーネ
隣接するコムーネは以下の通り。括弧内のAPはアスコリ・ピチェーノ県（マルケ州）所属を示す。
- アンカラーノ
- コロンネッラ
- コッローポリ
- モンサンポーロ・デル・トロント (AP)
- モンテプランドーネ (AP)
- ネレート
- スピネートリ (AP)
- トラーノ・ヌオーヴォ

## 行政

### 分離集落
コントログエッラには、以下の分離集落（フラツィオーネ）がある。
- Commenda, Mattonelle, Piano del Tronto, Pignotto, San Giovanni, San Giuseppe Lavoratore, Santa Croce, Taiano